# Nagroda Satelita dla najlepszej aktorki w filmie komediowym lub musicalu
Laureaci Satelity w kategorii najlepsza aktorka w komedii lub musicalu:

## Lata 90
1996: Gwyneth Paltrow – Emma jako Emma Woodhouse

nominacje:
- Glenn Close – 101 dlamatyńczyków jako „Cruella De Vil”
- Shirley MacLaine – Pani Winterbourne jako „Grace Winterbourne”
- Heather Matarazzo – Witaj w domku dla lalek jako „Dawn Wiener”
- Bette Midler – Zmowa pierwszych żon jako „Brenda Cushman"

1997: Helen Hunt – Lepiej być nie może jako Carol Connelly

nominacje:
- Pam Grier – Jackie Brown jako „Jackie Brown”
- Lisa Kudrow – Romy i Michele na zjeździe absolwentów jako „Michele Weinberger”
- Parker Posey – Upiorne święto jako „Jackie-O Pascal”
- Julia Roberts – Mój chłopak się żeni jako „Julianne Potter"

1998: Christina Ricci – Wojna płci jako Dede Truitt

nominacje:
- Jane Horrocks – O mały głos jako „Mari Hoff”
- Holly Hunter – Pełnia życia jako „Judith Moore”
- Gwyneth Paltrow – Zakochany Szekspir jako „Viola De Lesseps”
- Meg Ryan – Masz wiadomość jako „Kathleen Kelly"

1999: Janet McTeer – Niesione wiatrem jako Mary Jo Walker

nominacje:
- Julianne Moore – Idealny mąż jako „Laura Cheveley”
- Frances O’Connor – Mansfield Park jako „Fanny Price”
- Julia Roberts – Notting Hill jako „Anna Scott”
- Cecilia Roth – Wszystko o mojej matce jako „Manuela”
- Reese Witherspoon – Wybory jako „Tracy Flick"

## 2000–2009
2000: Renée Zellweger – Siostra Betty jako Betty Sizemore

nominacje:
- Brenda Blethyn – Joint Venture jako „Grace Trevethyn”
- Sandra Bullock – Miss Agent jako „Gracie Hart”
- Glenn Close–102 dalmatyńczyki jako „Cruella de Vil”
- Cameron Diaz – Aniołki Charliego jako „Natalie”
- Jenna Elfman – Zakazany owoc jako „Anna Riley"

2001: Nicole Kidman – Moulin Rouge! jako Satine

nominacje:
- Thora Birch – Ghost World jako „Enid”
- Audrey Tautou – Amelia jako „Amélie Poulain”
- Sigourney Weaver – Wielki podryw jako „Max Conners”
- Reese Witherspoon – Legalna blondynka jako „Elle Woods”
- Renée Zellweger – Dziennik Bridget Jones jako „Bridget Jones"

2002: Jennifer Westfeldt – Całując Jessikę Stein jako Jessica Stein

nominacje:
- Jennifer Aniston – Życiowe rozterki jako „Justine Last”
- Maggie Gyllenhaal – Sekretarka jako „Lee Holloway”
- Catherine Keener – Pięknie i jeszcze piękniej jako „Michelle Marks”
- Nia Vardalos – Moje wielkie greckie wesele jako „Toula Portokalos”
- Renée Zellweger – Chicago jako „Roxie Hart"

2003: Diane Keaton – Lepiej późno niż później jako Erica Barry

nominacje:
- Jamie Lee Curtis – Zakręcony piątek jako „Tess Coleman”
- Hope Davis – Amerykański splendor jako „Joyce Brabner”
- Katie Holmes – Wizyta u April jako „April Burns”
- Diane Lane – Pod słońcem Toskanii jako „Frances”
- Helen Mirren – Dziewczyny z kalendarza jako „Chris Harper"

2004: Annette Bening – Julia jako Julia Lambert

nominacje:
- Jena Malone – Wszyscy święci! jako „Mary”
- Natalie Portman – Powrót do Garden State jako „Sam”
- Emmy Rossum – Upiór w operze jako „Christine Daaé”
- Kerry Washington – Ray jako „Della Bea Robinson”
- Kate Winslet – Zakochany bez pamięci jako „Clementine Kruczynski"

2005: Reese Witherspoon – Spacer po linie jako June Carter

nominacje:
- Joan Allen – Ostre słówka jako „Terry Ann Wolfmeyer”
- Claire Danes – Troje do pary jako „Mirabelle”
- Judi Dench – Pani Henderson jako „Laura Henderson”
- Keira Knightley – Duma i uprzedzenie jako „Elizabeth Bennet”
- Joan Plowright – Pani Palfrey w hotelu Claremont jako „Pani Palfrey"

2006: Meryl Streep – Diabeł ubiera się u Prady jako Miranda Priestly

nominacje:
- Annette Bening – Biegając z nożyczkami jako „Deirdre Burroughs”
- Toni Collette – Mała miss jako „Sheryl Hoover”
- Beyoncé Knowles – Dreamgirls jako „Deena Jones”
- Julie Walters – Nauka jazdy jako „Evie Walton”
- Jodie Whittaker – Venus jako „Jessie"

2007: Ellen Page – Juno jako Juno MacGuff

nominacje:
- Amy Adams – Zaczarowana jako „Księżniczka Gisela”
- Cate Blanchett – I’m Not There. Gdzie indziej jestem jako „Jude”
- Katherine Heigl – Wpadka jako „Alison Scott”
- Nicole Kidman – Margot jedzie na ślub jako „Margot”
- Emily Mortimer – Miłość Larsa jako „Karin"

2008: Sally Hawkins – Happy-Go-Lucky, czyli co nas uszczęśliwia jako Poppy

nominacje:
- Catherine Deneuve – Świąteczne opowieści jako „Junon”
- Kat Dennings – Nick i Norah jako „Norah”
- Lisa Kudrow – Błękitek jako „Leslie”
- Debra Messing – Nothing Like the Holidays jako „Sarah Rodriguez”
- Meryl Streep – Mamma Mia! jako „Donna Sheridan"

2009: Meryl Streep – Julie i Julia jako Julia Child

nominacje:
- Sandra Bullock – Narzeczony mimo woli jako „Margaret Tate”
- Marion Cotillard – Dziewięć jako „Luisa Contini”
- Zooey Deschanel – 500 dni miłości jako „Summer Finn”
- Katherine Heigl – Brzydka prawda jako „Abby Richter"

## 2010–2019
2010: Anne Hathaway – Miłość i inne używki jako Maggie Murdock

nominacje:
- Annette Bening – Wszystko w porządku jako „Nic”
- Sally Hawkins – Made in Dagenham jako „Rita O’Grady”
- Catherine Keener – Daj, proszę jako „Kate”
- Julianne Moore – Wszystko w porządku jako „Jules”
- Mary-Louise Parker – Red jako „Sarah Ross”
- Marisa Tomei – Cyrus jako „Molly"